# 三本松站 (香川縣)
三本松站（日语：／ Sanbonmatsu eki */?）是位於日本香川縣東香川市三本松，隸屬於四國旅客鐵道（JR四國）的鐵路車站。車站編號為T12。本站約位於高德線的中心位置，也是舊大內町的町廳所在地（現為東香川市大內廳舍），使本站成為東香川市的中心車站。現時所有特級的列車均會停靠，為高德線上四個全列車停靠的車站之一。
自本站發車的特急「渦潮」不論上行或是下行，均各有三款不同的走法，對於不熟識路線的乘客來講，或會帶來不少混淆。

## 車站結構

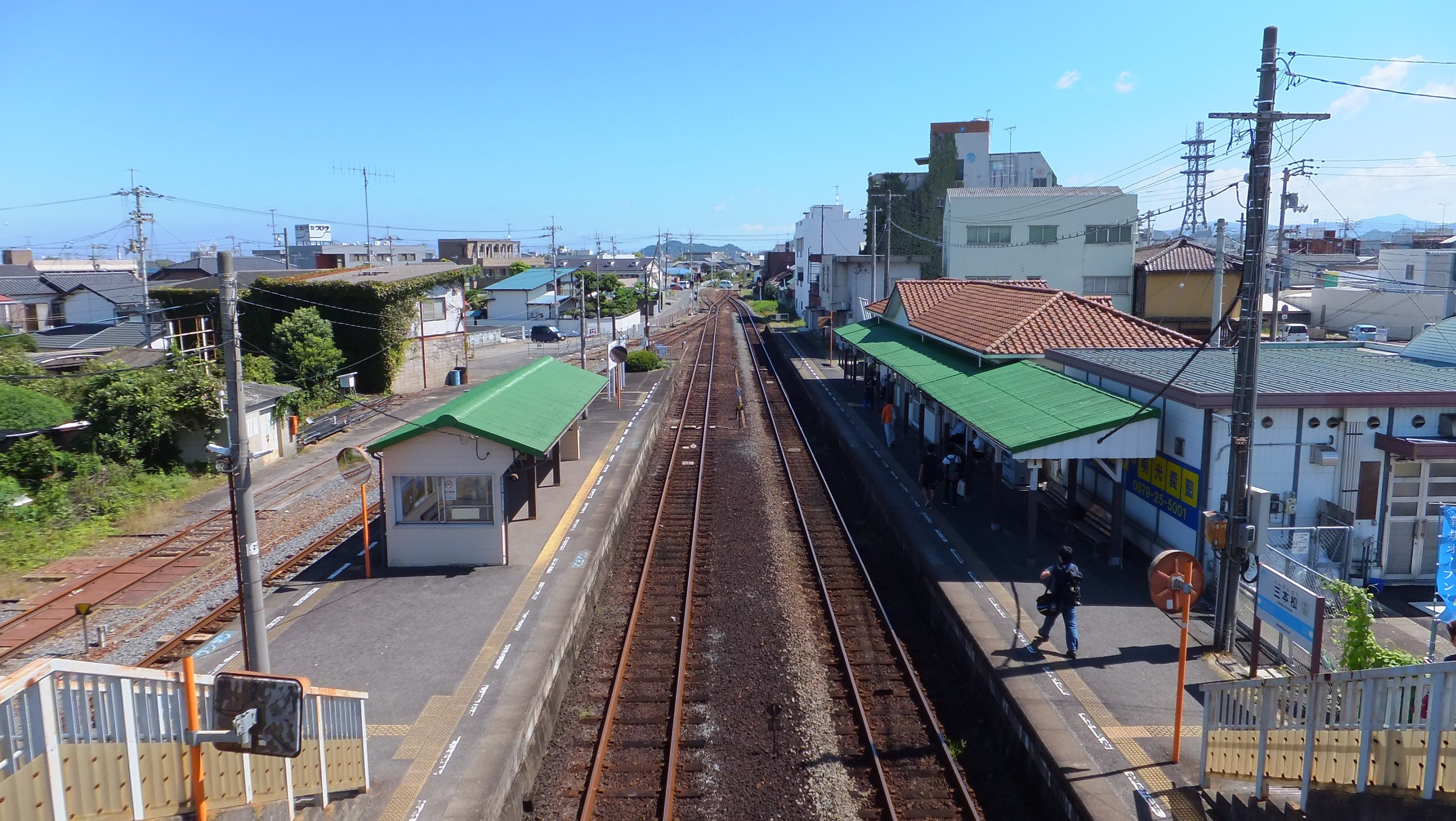
月台全景（2015年9月）

本站的站房為單層的木製站房．規模和附近的引田站相似。站內設有站務室、候車大廳、自動售票機、小商店與綠窗口，日間時段則有站員駐守。洗手間另設於獨立建築物上，只能從分別設有站內和站外用洗手間。本站過去設有便利商店，但已結束營業，現時店舖仍然空置中。
本站設有側式月台及島式月台各一座，能提供2面3線的配置，兩端採用Ｙ型轉轍器，因此1號與2號月台為上下行主軌道，離站房最遠的3號月台則為避線路軌，並在旁邊設有半個月台長度的保線用路軌。離站後兩邊均設有緊急剎車軌及轉轍器。島式月台及站房間透過行人天橋連接，其有效長度則為6輛，理論上各月台亦可停泊7輛。兒島式月台上設有候車小屋。
由於本站是其中一個區間車的終點站，大部份由高松開出的列車，到達本站時會直接駛催上行的1號月台，而繼續往引田站的普通列車及特急列車則使用2號月台。3號月台則只限下行避車時才會使用。

### 月台配置
| 月台 | 路線    | 方向 | 目的地               |
| ---- | ------- | ---- | -------------------- |
| 1－3 | ■高德線 | 上行 | 志度、高松、岡山方向 |
| 1－3 | ■高德線 | 下行 | 引田、板野、德島方向 |

## 歷史
- 1928年4月15日：開業。
- 1987年4月1日：日本國鐵分割民營化，車站的營運由JR四國繼承。

## 歷年乘客人數
- 844人（2008年度）
- 815人（2009年度）

## 相鄰車站
※停靠此站的特急「渦潮」的相鄰停靠站參見列車條目。
四國旅客鐵道（JR四國）
■高德線
丹生（T13）－三本松（T12）－讚岐白鳥（T11）

## 外部連結
- JR四國三本松站官方網站